# IC 4711
IC 4711 је тројна звијезда у сазвјежђу Паун која се налази на листи објеката дубоког неба у Индекс каталогу.
Деклинација објекта је - 64° 56' 40" а ректасцензија 18h 28m 6,7s.